# Spilosoma vivida
Spilosoma vivida är en fjärilsart som beskrevs av Rothschild 1910. Spilosoma vivida ingår i släktet Spilosoma och familjen björnspinnare. Inga underarter finns listade i Catalogue of Life.